# 20th Century Animation
20th Century Animation, Inc. (originalmente Fox Family Films, Fox Animation Studios e 20th Century Fox Animation) é um estúdio de produção de animação e uma divisão do 20th Century Studios. Originalmente formado em 1994 como uma subsidiária da 20th Century Fox (atualmente 20th Century Studios), o estúdio está localizado em Century City, Los Angeles, e produz longas-metragens. Blue Sky Studios, a unidade principal da 20th Century Animation, foi fechada em 7 de abril de 2021.

## Origens
Antes da 20th Century Fox iniciar sua divisão de animação, a Fox lançou seus primeiros sete filmes de animação, como Hugo the Hippo (1975), Wizards, Raggedy Ann & Andy: A Musical Adventure (1977), Fire and Ice (1983), FernGully: As Aventuras de Zak e Crysta na Floresta Tropical (1992) com Interscope Communications, Era Uma Vez na Floresta (1993) e Pagemaster - O Mestre da Fantasia (1994).
Em maio de 1993, a Fox assinou um contrato inicial de dois anos com a Nickelodeon para filmes familiares. O acordo incluiria principalmente material original, embora um executivo da Nickelodeon não tenha descartado a possibilidade de fazer filmes baseados em The Ren & Stimpy Show, Rugrats e Doug. No entanto, nenhum filme saiu do acordo devido à aquisição da Paramount Pictures em 1994 pela empresa-mãe da Nickelodeon, a Viacom, e eles distribuíram os projetos de filmes em seu lugar.

## História
A divisão começou inicialmente em fevereiro de 1994 como Fox Family Films, como uma das quatro divisões de filmes da 20th Century Fox sob o comando do executivo John Matoian. A divisão foi planejada para produzir seis longas-metragens por ano como parte de um plano para produzir mais filmes por ano no geral. O vice-presidente sênior de produção da Fox, Chris Meledandri, foi transferido para a unidade como vice-presidente executivo em março de 1994, após ter sido contratado no ano anterior. Na semana de 6 de maio de 1994, a Fox Family anunciou a contratação de Don Bluth e Gary Goldman para um novo estúdio de animação de US$ 100 milhões que começou a construção naquele ano em Phoenix, Arizona. Em três anos, o estúdio de animação produziria e lançaria seu primeiro filme, Anastasia (1997). Em setembro de 1994, Matoian foi promovido por Rupert Murdoch para chefiar a rede Fox. Meledandri foi selecionado para chefiar a unidade em 1994.
Produziu filmes em live-action como Power Rangers: O Filme (1995), Dunston Checks In (1996) e Esqueceram de Mim 3 (1997). Em agosto de 1997, a Fox Family diminuiu o número de filmes em live-action.

### 20th Century Fox Animation
Em 1998, após o sucesso de Anastasia, a divisão foi renomeada para Fox Animation Studios, voltando a se concentrar em filmes de animação, incluindo stop motion, mídia mista e produção digital. Filmes em live-action da divisão em desenvolvimento na época incluía Marvel Comics' Silver Surfer, a paródia de filmes-catástrofe Disaster Área, Fantastic Voyage e Goosebumps. Para Sempre Cinderela (1998), uma adaptação de Cinderela, foi o último filme em live-action da divisão. Neste momento, havia vários filmes de animação na lista de desenvolvimento da empresa: Dark Town com Henry Selick, Chris Columbus e Sam Hamm, Santa Calls na Blue Sky, e projetos de Matt Groening, Steve Oedekerk e Joss Whedon. O estúdio Phoenix na época estava produzindo Planet Ice esperado em 1999 e dirigido pelos produtores/diretores Don Bluth e Gary Goldman de Art Vitello e Anastasia e o projeto então a ser anunciado em breve. Chris Meledandri foi então nomeado presidente da divisão , que era conhecido em 1999 como 20th Century Fox Animation. A única série de televisão que o estúdio Phoenix produziu foi Adventures from the Book of Virtues, que foi uma co-produção entre Fox Animation Studios e PorchLight Entertainment; essa série ia ao ar no canal PBS entre 1996 e dezembro de 2000. 
O vice-presidente de produção física da 20th Century Fox Animation, Chuck Richardson, foi enviado no início de dezembro de 1999 para a subsidiária da Fox, Blue Sky Studios, como gerente geral e vice-presidente sênior. Richardson foi enviado para preparar Blue Sky para a produção de filmes de animação.
O estúdio de Phoenix, que manteve o nome Fox Animation Studios, dispensou 2/3 de sua força de trabalho em fevereiro de 2000 antes de seu fechamento no final de junho daquele ano, dez dias após o lançamento de Titan e seis meses antes de Adventures from the Book of Virtues ter o seu último episódio exibido. A Fox Animation procurou produzir filmes na Blue Sky e em sua sede em Los Angeles.
Em janeiro de 2007, Meledandri foi para a Universal Pictures para estabelecer a Illumination, com Vanessa Morrison como sua substituta, enquanto respondia ao recém-nomeado vice-presidente do 20th Century Fox Film Group, Hutch Parker. Morrison saiu da divisão de live-action, onde supervisionava filmes familiares como vice-presidente sênior de produção. Morrision estava fazendo um acordo com produtores externos, como a adaptação em stop motion de O Fantástico Sr. Raposo, de Roald Dahl.
Em setembro de 2017, a Locksmith Animation fechou um contrato de produção de vários anos com a 20th Century Fox, com a Fox distribuindo os filmes da Locksmith, e com o objetivo de Locksmith lançar um filme a cada 12 a 18 meses. O acordo era para reforçar a produção da Blue Sky e substituir a perda de distribuição dos filmes da DreamWorks Animation, que agora pertencem e são distribuídos pela Universal Pictures.
Em 30 de outubro de 2017, Morrison foi nomeado presidente de uma divisão recém-criada da 20th Century Fox, a Fox Family, que tinha um mandato semelhante a esta empresa quando era chamada de Fox Family Films. Andrea Miloro e Robert Baird foram nomeados co-presidente da Fox Animation no mesmo dia e também teriam a supervisão direta da Blue Sky e supervisionariam o acordo da Locksmith Animation e desenvolveriam a Fox Animation com outras parcerias e acordos com produtores.

### Era Disney
Em 18 de outubro de 2018, foi anunciado que a 20th Century Fox Animation seria adicionada junto com a 20th Century Fox ao Walt Disney Studios após sua aquisição da 21st Century Fox, com os co-presidentes Andrea Miloro e Robert Baird mantendo a liderança enquanto se reportavam ao presidente do Walt Disney Studios, Alan Horn e a vice-presidente da Twentieth Century Fox, Emma Watts.
Em 21 de março de 2019, a Disney anunciou que o selo 20th Century Fox Animation (incluindo a Blue Sky Studios) seriam integrados como novas unidades dentro do Walt Disney Studios com os co-presidentes Andrea Miloro e Robert Baird continuando a liderar o estúdio reportando-se diretamente a Alan Horn. Miloro deixou o cargo de copresidente no final de julho de 2019. Em agosto de 2019, o chefe da Walt Disney Animation Studios, Andrew Millstein, foi nomeado copresidente da Blue Sky para operações do dia-a-dia ao lado de Baird, enquanto o presidente da Pixar Animation Studios, Jim Morris, também assumiria uma função de supervisão com Millstein. Com a aquisição da Disney, o acordo da Locksmith trocou a 20th Century Fox pela Warner Bros. em outubro de 2019, exceto pelo primeiro e único filme do acordo, Ron's Gone Wrong.
Em 28 de janeiro de 2020, a Disney retirou o nome "Fox" das duas unidades principais do estúdio de cinema adquiridas da 21st Century Fox, enquanto não houve menção de mudanças em outras unidades de longa-metragem menores.
Em 9 de fevereiro de 2021, a Disney anunciou que estava fechando o Blue Sky Studios em abril de 2021, a unidade principal da 20th Century Animation. 

## Filmografia

### Fox Family Films
- Power Rangers: O Filme (1995)
- Dunston Checks In (1996)
- Esqueceram de Mim 3 (1997)
- Turbo: A Power Rangers Movie (1997)
- Para Sempre Cinderela (1998), foi o último filme em live-action da divisão.

### Fox Animation Studios
De 1994-2000, a Fox operou Fox Animation Studios, um estúdio de animação tradicional que foi fundado para competir com a Walt Disney Animation Studios, que estava tendo grande sucesso com filmes como A Pequena Sereia (1989), A Bela e a Fera (1991), Aladdin (1992) e O Rei Leão (1994). O estúdio Fox, no entanto, não foi tão bem-sucedido. Seu primeiro longa-metragem, Anastasia, arrecadou quase US$ 140 milhões na bilheteria mundial com um orçamento de US$ 53 milhões em 1997, mas seu próximo longa-metragem, Titan, foi uma grande perda financeira, perdendo US$ 100 milhões para a 20th Century Fox em 2000. A falta de sucesso de bilheteria, juntamente com o aumento da animação digital, levou a Fox a fechar o estúdio.
- Anastasia (1997)
- Bartok, o Magnífico (1999), lançamento para DVD
- Titan (2000)

### Blue Sky Studios
De 1997 a 2021, a Fox foi proprietária da Blue Sky Studios, uma empresa de animação digital conhecida pela franquia de A Era do Gelo. A Fox teve muito mais sucesso com este estúdio, e as receitas de bilheteria de seus filmes eram competitivas com as da Pixar e DreamWorks Animation. Em 21 de março de 2019, a Blue Sky Studios foi integrado como uma unidade separada dentro do Walt Disney Studios, mas eles ainda se reportarão aos presidentes da Fox Animation, Andrea Miloro e Robert Baird.  Em fevereiro de 2021, a Disney anunciou que a Blue Sky fecharia em abril de 2021. 
Eles lançaram treze longas-metragens, vários curtas-metragens e especiais de televisão. Os filmes incluem:
| #  | Título                                   | Data de lançamento     | Distribuidor     | Orçamento       | Bilheteria      | Rotten Tomatoes | Metacritic |
| -- | ---------------------------------------- | ---------------------- | ---------------- | --------------- | --------------- | --------------- | ---------- |
| 1  | A Era do Gelo                            | 15 de março de 2002    | 20th Century Fox | US$ 59 milhões  | US$ 383 milhões | 77%             | 60         |
| 2  | Robôs                                    | 11 de março de 2005    | 20th Century Fox | US$ 75 milhões  | US$ 260 milhões | 64%             | 64         |
| 3  | A Era do Gelo 2                          | 31 de março de 2006    | 20th Century Fox | US$ 80 milhões  | US$ 660 milhões | 57%             | 58         |
| 4  | Horton e o Mundo dos Quem                | 14 de março de 2008    | 20th Century Fox | US$ 85 milhões  | US$ 297 milhões | 79%             | 71         |
| 5  | A Era do Gelo 3                          | 1 de julho de 2009     | 20th Century Fox | US$ 90 milhões  | US$ 886 milhões | 46%             | 50         |
| 6  | Rio                                      | 15 de abril de 2011    | 20th Century Fox | US$ 90 milhões  | US$ 484 milhões | 72%             | 63         |
| 7  | A Era do Gelo 4                          | 13 de julho de 2012    | 20th Century Fox | US$ 95 milhões  | US$ 877 milhões | 38%             | 49         |
| 8  | Reino Escondido                          | 24 de maio de 2013     | 20th Century Fox | US$ 93 milhões  | US$ 268 milhões | 64%             | 52         |
| 9  | Rio 2                                    | 11 de abril de 2014    | 20th Century Fox | US$ 103 milhões | US$ 500 milhões | 46%             | 49         |
| 10 | Snoopy e Charlie Brown: Peanuts, O Filme | 6 de novembro de 2015  | 20th Century Fox | US$ 99 milhões  | US$ 246 milhões | 87%             | 67         |
| 11 | A Era do Gelo: O Big Bang                | 22 de julho de 2016    | 20th Century Fox | US$ 105 milhões | US$ 408 milhões | 17%             | 34         |
| 12 | O Touro Ferdinando                       | 15 de dezembro de 2017 | 20th Century Fox | US$ 111 milhões | US$ 296 milhões | 72%             | 58         |
| 13 | Um Espião Animal                         | 25 de dezembro de 2019 | 20th Century Fox | US$ 100 milhões | US$ 171 milhões | 76%             | 51         |

### Coproduções
| Título                  | Data de lançamento     | Coprodução com                                                    | Distribuidor         | Orçamento      | Bilheteria        | Rotten Tomatoes | Metacritic |  |
| Os Simpsons: O Filme    | 27 de julho de 2007    | Gracie Films Film Roman Rough Draft Feature Animation             | 20th Century Fox     | US$ 75 milhões | US$ 527,1 milhões | 88%             | 80         |  |
| O Fantástico Sr. Raposo | 13 de novembro de 2009 | American Empirical Pictures Indian Paintbrush Regency Enterprises | 20th Century Fox     | US$ 40 milhões | US$ 46,5 milhões  | 92%             | 83         |  |
| Festa no Céu            | 17 de outubro de 2014  | Reel FX Animation Studios                                         | 20th Century Fox     | US$ 50 milhões | US$ 99,8 milhões  | 82%             | 67         |  |
| Ron Bugado              | 22 de outubro de 2021  | TSG Entertainment Locksmith Animation                             | 20th Century Studios | US$ 59 milhões | US$ 60,7 milhões  | TBA             | TBA        |  |
| Bob's Burger: O Filme   | 27 de maio de 2022     | Bento Box Entertainment                                           | 20th Century Studios | US$ 38 milhões | US$ 34,1 milhões  |                 |            |  |
| Futuros filmes          |                        |                                                                   |                      |                |                   |                 |            |  |

### Outros
- FernGully 2: The Magical Rescue (1998) (coprodução com WildBrain e Wang Film Productions)[4]
- Olive, the Other Reindeer (1999) (coprodução com DNA Productions, Flower Films e The Curiosity Company)[34]
- Monkeybone - No Limite da Imaginação (2001) (coprodução de 1492 Pictures)[2]
- Kung Pow: O Mestre da Kung-Fu-São (2002) (coprodução de O Entertainment)[15]
- Ilha dos Cachorros (2018) (coprodução de Studio Babelsberg, Indian Paintbrush e American Empirical Pictures; distribuído pela Fox Searchlight Pictures)[35]
- O Chamado da Floresta (2020) (coprodução com TSG Entertainment e 3 Arts Entertainment)[32]
- Diário de um Banana (2021) (coprodução com Bardel Entertainment; distribuído pelo Disney+)
- Night at the Museum: Kahmunrah Rises Again (2022) (coprodução com 21 Laps Entertainment, Alibaba Pictures e 1492 Pictures; distribuído pelo Disney+)